# گورستان تنگ لیلم
قبرستان تنگ لیلم مربوط به دوران پیش از تاریخ ایران باستان است و در شهرستان پل‌دختر، دهستان جلوگیر واقع شده و این اثر در تاریخ ۱۰ مهر ۱۳۸۰ با شمارهٔ ثبت ۴۰۷۳ به‌عنوان یکی از آثار ملی ایران به ثبت رسیده‌است.